# PFK Olekszandrija
A PFK Olekszandrija (ukrán betűkkel Професіональний футбольний клуб Олександрія) ukrán labdarúgóklub, melyet 1948-ban alapítottak Olekszandrija városában. Jelenleg az ukrán élvonalban szerepel, hazai mérkőzéseit Nyika Stadionban játssza.

## Története

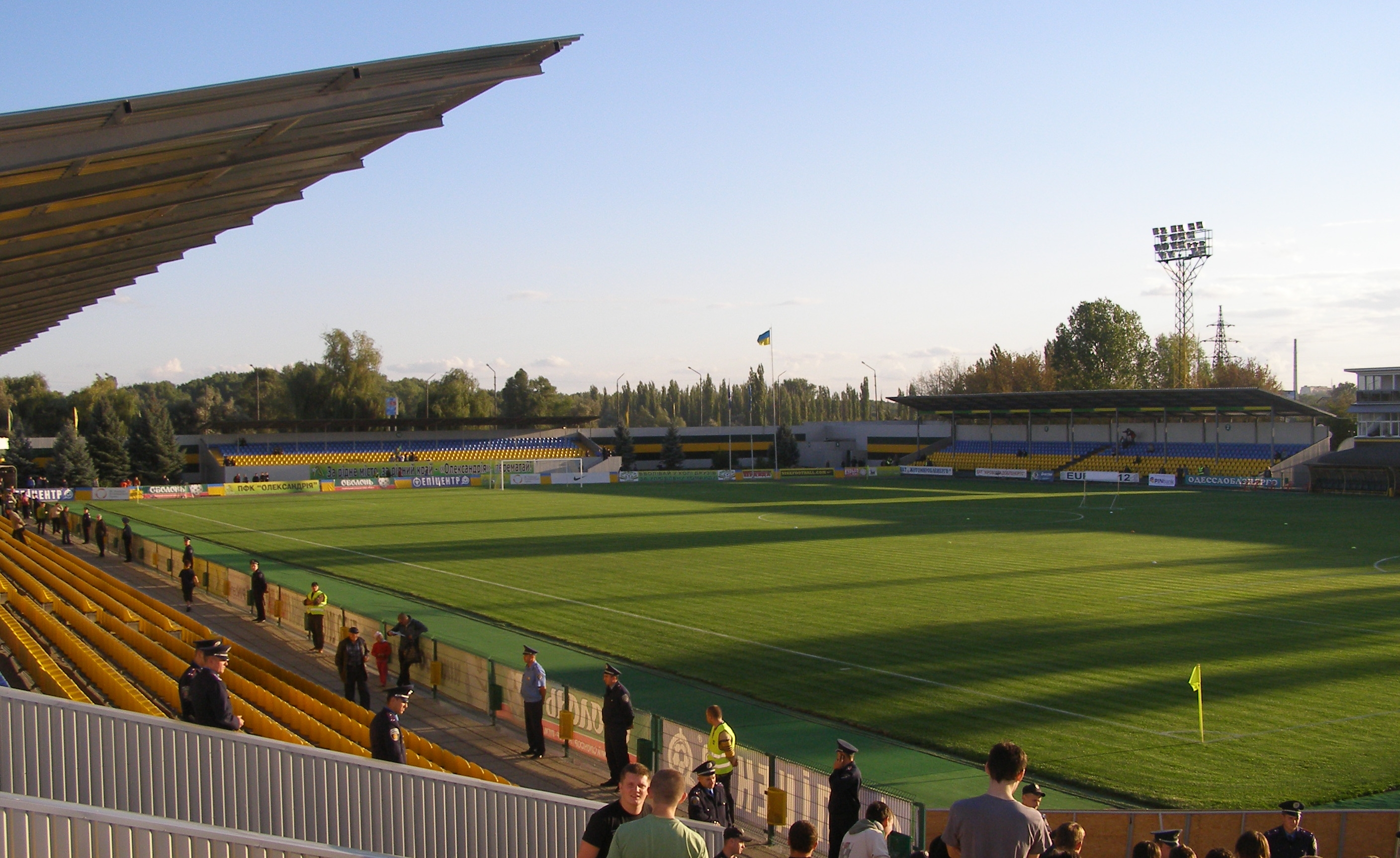
A Nyika Stadion

## Névváltozások
- 1948–1990: Sahtyor Alekszandrija
- 1991–2002: Polihraftehnika
- 2003–2004: FK Olekszandrija

2004 óta jelenlegi nevén szerepel.

## Eredményei

### Bajnoki múlt
A PFK Olekszandrija a 2010–11-es szezonig összesen két bajnoki évadot szerepelt az ukrán labdarúgó-bajnokság élvonalában.
| Idény   | Helyezés |
| ------- | -------- |
| 2001–02 | 13. hely |
| 2002–03 | 13. hely |
| 2011–12 |          |